# Герса
Герса (др.-греч. Ἕρση — «роса») — персонаж древнегреческой мифологии, дочь царя Аттики Кекропса.
С ней связаны два отдельных друг от друга мифологических сюжета, которые пользовались популярностью в живописи. Первый касается детства Эрихтония, которого Афина передала трём дочерям Кекропса в ящике с наказом его не открывать. Любопытство девушек возобладало, в связи с чем они и были покараны богами.
Другой миф повествует о том, как в Герсу влюбился вестник богов Гермес. Когда он пришёл в дом к своей возлюбленной, то встретил её сестру Аглавру, отравленную богиней Завистью, и превратил её в камень.
Антиковеды предполагают, что изначально Герса была локальной аттической богиней, ответственной за орошение полей утренней росой.

## Мифы
Герса была дочерью первого царя Аттики Кекропса и Аглавры, дочери Актея — предыдущего царя. У Герсы было две сестры — Пандроса (чье имя также связано с росой — «всевлажная») и Аглавра, и брат Эрисихтон.
В качестве персонификации росы античный поэт Алкман называет её дочерью Зевса и богини Луны Селены.

### Младенец Эрихтоний
С Герсой связан миф о младенчестве легендарного царя Афин Эрихтония. Согласно классической версии мифа, мальчик родился при весьма необычных обстоятельствах. Афина пришла к богу кузнечного мастерства Гефесту, чтобы изготовить особое оружие. Гефест, отвергнутый Афродитой, захотел обесчестить Афину. Та, будучи целомудренной, отвергла похотливого бога, который пролил семя на ногу богине. Тогда Афина вытерла его шерстью и бросила лоскут на землю. От этого брошенного в землю семени и родился Эрихтоний, став таким образом сыном богини земли Геи и Гефеста.
Афина, имевшая к рождению ребёнка некоторое отношение, положила младенца в ящик и передала на сохранение либо одной из дочерей Кекропса Пандросе, либо всем трём сёстрам, строго-настрого запретив открывать ларец. Движимые любопытством Герса с Аглаврой (без или вместе с Пандросой) открыли ящик. Они увидели в нём, по разным версиям мифа, либо дитя обвитое змеями, либо наполовину ребёнка, наполовину змею.
По одной версии змеи тут же убили любопытных сестёр, по другой — Аглавра с Герсой были лишены Афиной рассудка и сбросились с Акрополя в пропасть.

### Любовная связь с Гермесом
По другой версии мифа, описанной в «Метаморфозах» Овидия (кн. II, 708—832), сестры остались живы, лишь ворон Корникс рассказал об этом нарушении приказа Афине, которая от гнева превратила её перья из белых в черные.
Позже в Герсу влюбился Гермес. Ночью он отправился в её дом, где был встречен сестрой своей возлюбленной Аглаврой, чья комната находилась рядом. Гермес попросил Аглавру не мешать, пообещав, что будет верным её сестре. Сначала Аглавра запросила плату за свою услугу, на что Гермес согласился.
В это время Афина, узнав о происходящем, попросила богиню Зависти отравить Аглавру своим ядом, что та и сделала. Мучимая осознанием возможного счастья сестры, она села на пороге комнаты Герсы и заявила, что не сдвинется с места. Гермес со словами «Согласимся на это условье» превратил её в камень.
По одной из версий мифа у Герсы от Гермеса родился сын Кефал.

## Культ
В Афинах культ Герсы был тесно связан с её сёстрами и Эрихтонием. Антиковеды на основании этимологии (др.-греч. Ἕρση — «роса», др.-греч. Πάνδροσος — «всеорошающая», «всевлажная») делают предположение, что изначально Герса и Пандроса были единым персонажем, ответственным за орошение полей, однако затем их культ раздвоился. Ритуал аррефории, а именно обряд, предполагавший перенос девушками закрытых сосудов, которые нельзя открывать, направленный на призыв росы на поля, имеет явные отсылки к мифу об Эрихтонии и кекропидах.
Возможно, Аглавра, Пандроса и Герса были аттическими харитами — богинями веселья и радости жизни, олицетворением изящества и привлекательности.
Также именем Герсы был назван источник на Акрополе.

## В искусстве
В античном изобразительном искусстве мифы о Герсе и её сёстрах нашли отображение на скульптурных композициях украшающих Тесейон и Парфенон, а также в вазописи.
К мифам о Герсе обращались художники Нового времени. Картины с соответствующими сюжетами создали, в частности, Рубенс, Якоб Йорданс, Виллем ван Херп, Иоганн Бокхорст, Жан-Эразм Квеллин, Жан-Батист-Мари Пьер, Никола Пуссен и другие.
| | |                                                                                               |
| «Открытие ребёнка Эрихтония» П. П. Рубенс, около 1615 года. Дворец Лихтенштейнов на Фюрстенгассе, Вена, Австрия  | «Нахождение ребёнка Эрихтония» П. П. Рубенс, 1632—1633 годы. Мемориальный художественный музей Аллена, Оберлин, США   | «Дочери Кекропса находят младенца Эрихтония» В. ван Херп, около 1650 года. Частная коллекция  |
| | |                                                                                               |
| «Дочери Кекропса находят Эрихтония» Якоб Йорданс, 1640 год. Музей истории искусств, Вена, Австрия                | «Меркурий, Герса и Аглавра» Никола Пуссен, 1624—1626 годы. Национальная высшая школа изящных искусств, Париж, Франция | «Меркурий видит Герсу» Иоганн Бокхорст, 1650—1655 года. Музей истории искусств, Вена, Австрия |
| | |                                                                                               |
| «Меркурий влюбляется в Герсу» Жан-Эразм Квеллин, 1696 год. Королевские музеи изящных искусств, Брюссель, Бельгия | «Меркурий, Герса и Аглавра» Жан-Батист-Мари Пьер, 1763 год. Лувр, Париж, Франция                                      |                                                                                               |

## Астрономия
Именем Герсы названо сразу два спутника Юпитера — Герсе и Эрса, причём название второго было выбрано по результатам конкурса-голосования в Twitter.